# Corb marí de Heard
El corb marí de Heard (Leucocarbo nivalis) és un ocell marí de la família dels falacrocoràcids (Phalacrocoracidae) sovint considerat una subespècie de Phalacrocorax atriceps, que habita les illes Illes Heard i McDonald a l'oceà Antàrtic, que es troba a uns 4.100 km al sud-oest de Perth, Austràlia Occidental.

## Descripció
El corb marí de Heard té les parts superiors majoritàriament negres i les parts inferiors blanques. Les galtes i les cobertores auriculars són blanques; hi ha barres blanques a les ales, una cresta negra i corbada sobre el front i les potes roses. Un adult reproductor té un parell de carúncules taronges per sobre de la base del bec davant dels ulls, així com anells oculars blaus. Fa uns 77 cm de llargada, amb una envergadura de 120 cm i un pes de 3 kg.

## Distribució i hàbitat
El corb marí de Heard està restringit a les illes subantàrtiques Heard i McDonald, i només se sap que cria a l'illa Heard. A part de la cria i el descans, el seu hàbitat és marí.

## Comportament
El corb marí de Heard és gregari, i s'agrupen en estols de 10 a 20 ocells fins a diversos centenars.

### Reproducció
El corb marí de Heard és present tot l'any a l'illa Heard, on es reprodueixen anualment en colònies. El festeig té lloc des de finals d'agost fins a principis d'octubre. Els nius són monticles construïts principalment amb els estípits, les arrels i la terra adherida de tussocks Poa cookii i tenen una alçada mitjana d'uns 22 cm, amb una distància mínima entre els nius de 50 cm.

### Alimentació
El corb marí de Heard s'alimenta localment en aigües costaneres poc profundes, i la dieta consisteix principalment en poliquets i peixos. La proporció de peixos a la dieta és més alta quan els ocells alimenten els pollets.

## Estat i conservació
S'estima que la població de corbs marins de Heard comprèn unes 1000 parelles reproductores. Està catalogat com a Vulnerable segons la Llei de Protecció del Medi Ambient i Conservació de la Biodiversitat de 1999 d'Austràlia, perquè la població és petita, localitzada i subjecta a fluctuacions en l'èxit reproductor a causa de les condicions meteorològiques i la disponibilitat d'aliments. Una amenaça potencial és el canvi climàtic que afecta la temperatura del mar i, per tant, el subministrament d'aliments.

## Taxonomia
Seguint Kennedy i Spencer (2014), el gènere Phalacrocorax es va dividir en sis gèneres, amb P. magellanicus, P. bougainvilliorum, P. atriceps, P. verrucosus, P. carunculatus, P. chalconotus, P. onslowi, P. campbelli, P. ranfurlyi i P. colensoi traslladats a Leucocarbo (HBW i BirdLife International 2018).
El corb marí de Heard és un dels corbs marins d'ulls blaus, de vegades classificat com una subespècie del corb marí imperial (L. atriceps). Altres el classifiquen al gènere Phalacrocorax. Actualment el COI el considera una espècie completa.